# جزم رائع
جزم رائع (الاسم العلمي: Carpodacus rubicilla) (بالإنجليزية: Great Rosefinch)‏ هو نوع من الطيور يتبع جنس الجزم من فصيلة الشرشوريات.